# شوکو کوندو
شوکو کوندو (ژاپنی: 近藤 修子) بازیکن فوتبال اهل ژاپن و عضو تیم ملی فوتبال ژاپن است که در تاریخ ۷ ژوئن ۱۹۸۱ میلادی اولین بازی ملی‌اش را انجام داد. او در ۴ بازی ملی حضور داشت و آخرین بازی ملی خود را در تاریخ ۹ سپتامبر ۱۹۸۱ میلادی انجام داد. شوکو کوندو در بازی‌های ملی‌اش
گلی به ثمر نرساند.